# Альмагамбетов, Шабдан
Шабдан Альмагамбетов (каз. Шабдан Әлмағанбетов; 1909 год, Семипалатинская область, Российская империя — 1979 год) — председатель колхоза «Жарлы-Камыс» Абайского района Семипалатинской области, Казахская ССР. Герой Социалистического Труда (1948).
Родился в 1909 году в бедной крестьянской семье в Семипалатинской области. С 1934 по 1936 года — учитель в ауле Карабулак, с 1936 по 1944 года служил в районном отделении милиции. В 1944 году назначен председателем колхоза «Жарлы-Камыс» Абаевского района. Позднее — заместитель по укрепнению колхозов, заместитель председателя колхоза имени Молотова.
В 1947 году вывел колхоз «Жарлы-Камыс» в передовые сельскохозяйственные предприятия Абаевского района. За выдающиеся трудовые достижения удостоен звания Героя Социалистического Труда указом Президиума Верховного Совета СССР от 23 июля 1948 года c вручением ордена Ленина и золотой медали «Серп и Молот».
С 1959 года — заведующий Каскабулакской овцефермы.
Скончался в 1979 году.